# Ralph Cochrane

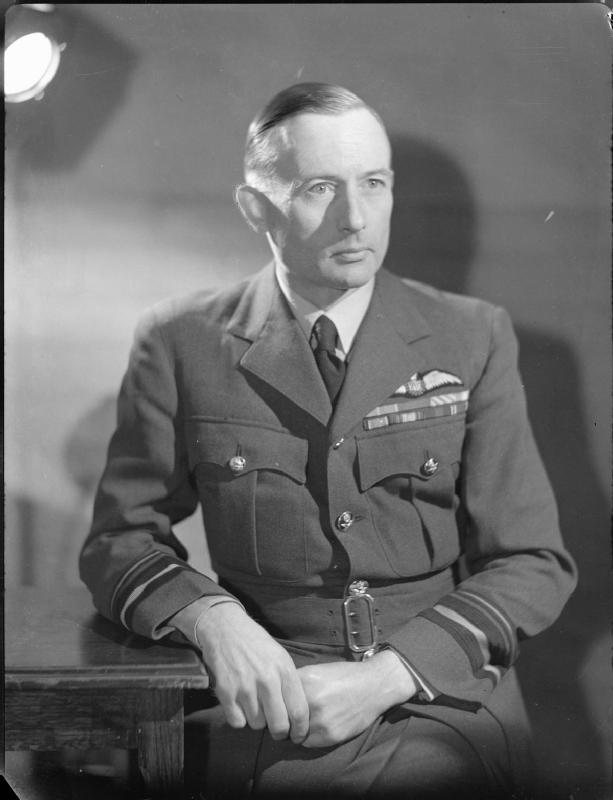
Ralph Cochrane

Ralph Alexander Cochrane (24 februari 1895 – 17 december 1977) was een Britse piloot en Royal Air Force-officier en is bekend geworden voor zijn rol tijdens Operatie Chastise. 

## Biografie
Cochrane werd geboren op 24 februari 1895 als de jongste zoon van Thomas Cochrane, 1e Baron Cochrane of Cults. In 1908 ging hij studeren aan de Royal Naval College in Osborne. Op 15 september 1912 werd Cochrane als adelborst toegevoegd aan de Royal Navy. 
Tijdens de Eerste Wereldoorlog diende hij bij de Royal Naval Air Service. Hij voltooide ook een cursus als stafofficier aan de Admiralty’s Airship Department. In januari 1920 vertrok hij naar de Royal Air Force. Tussen beide wereldoorlogen bekleedde Cochrane diverse staffuncties. In 1924 werd hij benoemd tot bevelhebber van RAF-squadron nr. 3 en in 1929 ging hij naar de RAF Staff College en werd benoemd tot bevelhebber van de RAF-squadron nr. 8. In 1935 werd ging hij naar de Imperial Defence College. In 1936 werd Cochrane naar Nieuw-Zeeland gezonden om te helpen bij de vestiging van de Royal New Zealand Air Force (RNZAF) als een zelfstandig legeronderdeel. Op 1 april 1937 werd Cochrane benoemd tot hoofd van de Air Staff van de RNZAF.
Cochrane werd in juli 1940 benoemd tot bevelhebber van de RAF-groep nr. 7. Daarna was hij respectievelijk bevelhebber van RAF-groep nr. 3 (september 1942-februari 1943) en RAF-groep nr. 5 (februari 1943-januari 1945). Tijdens zijn periode bij RAF-groep nr. 5 werd Operatie Chastise, ook bekend als de  Dam-Busters raid, uitgevoerd. 
In februari 1945 werd Cochrane benoemd tot Air Officer Commanding bij de RAF Transport Command. Hij behield deze positie tot 1947 toen hij benoemd werd tot Air Officer Commanding bij RAF Flying Training Command. Tijdens die tijd was hij betrokken bij de Berlijnse luchtbrug. In 1950 werd hij benoemd tot Vice-Chief of the Air Staff. In 1952 trok hij zich terug uit actieve dienst. Cochrane ging het zakenleven in en werd directeur van Rolls Royce. Hij was ook voorzitter van RJM Exports.     

## Decoraties
- Ridder Grootkruis in de Orde van het Britse Rijk
- Ridder Commandeur in de Orde van het Bad
- Air Force Cross